# David Adeleye
David Adeleye (16 novembre 1996) è un pugile inglese.
Combatte nella categoria dei pesi massimi.

## Biografia
David Bankole Adeleye è nato in Inghilterra, figlio di genitori nigeriani originari di Ikole, nello stato di Ekiti, in Nigeria. I genitori di Adeleye non hanno mai voluto che entrasse nella boxe professionistica fino a quando non avesse almeno terminato gli studi universitari. Adeleye nutre maggior interesse e trova ispirazione in pugili come Lennox Lewis, Muhammad Ali e Roy Jones Jr.
Adeleye, che aveva combinato la boxe amatoriale con i suoi studi, si è laureato nel 2018 all'Università di Wolverhampton in Business Management.

## Carriera
David esordisce il 21 dicembre 2019, vincendo per KO contro Dmitrij Kalinovskij. Dopo un periodo di stop a causa della pandemia, riprende a combattere in estate, vincendo altri 7 incontri consecutivi. David Adeleye è considerato uno dei migliori prospetti dei pesi massimi odierni.